# الحسين الأصغر
أبو عبد الله الإمام الحسين الأصغر بن الإمام علي زين العابدين بن الإمام الحسين بن علي بن أبي طالب.
توفي سنة 157 وقيل 159 وقيل 158 وله 57 سنة أو 64 أو 76 ودفن بالبقيع. أمه أم ولد اسمها ساعدة أو سعادة ولقب بالأصغر تمييزا له عن أخيه الحسين الأكبر الذي مات عقيمًا.

## نسبه
الحسين الأصغر بن علي زين العابدين بن الحسين بن علي بن أبي طالب بن عبد المطلب بن هاشم بن عبد مناف بن قصي بن كلاب بن مرة بن كعب بن لؤي بن غالب بن فهر بن مالك بن النضر بن كنانة بن خزيمة بن مدركة بن إلياس بن مضر بن نزار بن معد بن عدنان.

## أبناؤه
عبيد الله الاعرج، عبد الله العقيقي، سليمان، علي، الحسن

## سيرته
كان سيدا جليل القدر، رفيع المنزلة، عظيم الشأن، عالي الهمة، عالما عاملا، فاضلا كاملا، صالحا عابدا، ورعا زاهدا، عفيفا تقيا، نقيا ميمونا، روى الحديث عن أبيه وأخيه محمد الباقر وعن عمته فاطمة بنت الحسين وكانت تحدث بفضائله.
روى عنه الحديث جماعة منهم:
عبد الله بن المبارك بخراسان ومحمد بن عمر الواقدي وغيرهما من الفضلاء الكبار

## قالوا عنه
روي عن جعفر الصادق انه كان يقول: عمي الحسين من (الَّذِينَ يَمْشُونَ عَلَى الْأَرْضِ هَوْناً وَإِذَا خَاطَبَهُمُ الْجَاهِلُونَ قَالُوا سَلاماً)، وروي عنه انه كان يتصدق كل جمعة بدينار
قال المفيد: قال حدثني سعيد صاحب الحسن بن صالح قال: لم أرى أحدا أخوف من الله من الحسين بن صالح حتى قدمت المدينة فرأيت بها اباعبدالله الحسين بن علي بن الحسين فلم أرى أشد خوف منه من خشية الله، كأنما انه ادخل في النار ثم اخرج منها لشدة خوفه وزهده وورعه، روي عن أحمد بن عيسى قال: حدثني أبي قال: كنت أرى الحسين بن علي بن الحسين يدعو بخضوع وخشوع